# Соната для фортепиано № 3 (Шопен)
Соната для фортепиано № 3 си-минор, Op. 58 — фортепианная соната Фредерика Шопена, написана в 1844 году и посвящена графине Emilie de Perthuis. Наряду с предыдущей второй сонатой это произведение Шопена считается одним из самых сложных как в техническом, так и в музыкальном плане.

## Описание
Соната имеет аналогичную со Второй сонатой структуру, однако вместо траурного марша в третьей части присутствует лирическое ларго.
I. Allegro maestoso
Первая часть сонаты состоит в основном из двух главных тем, не имеющих особого контраста за исключением некоторых оттенков. В репризе отсутствует повторение главной темы, впрочем как и во Второй сонате. 
II. Scherzo. Molto vivace
Некий проблеск света, будто игра солнечных лучей. Структура типичная для скерцо.
III. Largo
Напоминание о сельской жизни. Можно услышать отблески прошлых частей. 
IV. Finale. Presto non tanto
Вступительные октавы финала явно не предвещают светлые отблески. Главная тема из непрерывных восьмых является как бы всплеском всех эмоций этой сонаты. Последние же такты напротив свидетельствуют о счастливом финале.
Исполнение занимает от 25 до 35 минут.